# Peggle
Peggle es un videojuego tipo puzle-casual, desarrollado por PopCap Games y publicado en febrero de 2007 para Windows. Tuvo versiones para múltiples plataformas como Mac OS X, iPod, Windows Mobile, Java ME, BREW, Nintendo DS, Xbox Live Arcade, iOS, PlayStation Network (para PS3 y más adelante para PSP), Zeebo y Android. El sucesor y último de la saga fue Peggle Nights, lanzada en septiembre de 2008.
El juego está basado en eliminar todas las fichas naranjas antes de que se te acaben las bolas. Al eliminar todas las fichas naranjas, el fiebrómetro del juego se llena, dando una fiebre extrema, donde dan puntos adicionales depende del hoyo de bonus en que caigas.

## Modos de juegos

### Aventura
En total hay 55 niveles, y 9 personajes bloqueados que irás desbloqueando pasando los niveles. El juego tiene 11 fases, y cada fase consta de 5 niveles y de un personaje distinto. En la última fase, puedes ya escoger cualquier personaje. Al ganar el modo aventura, ganas el trofeo de "Maestro Peggle".

### Partida rápida
Juega a cualquier nivel desbloqueado con cualquier personaje desbloqueado.

### Duelo
Juega a cualquier nivel desbloqueado contra un amigo o contra la PC. En este modo, si no eliminas al menos una ficha naranja en tu turno, se te descuenta el 25% de tu puntaje total en la partida.

### Desafío
Este modo se desbloquea ganando el trofeo del modo Aventura. Consta de 75 desafíos con retos específicos algo complicados y puedes elegir cualquier personaje que quieras. Si ganas todos los desafíos, ganas el trofeo de "Gran Maestro Peggle".

## Tipo de fichas
- Fichas azules: Son fichas normales que suman puntos.
- Fichas naranjas: Son indispensables para poder ganar la partida. Se deben eliminar todas estas fichas (25 fichas) antes de que se te acaben las bolas. Valen 10 veces más que las fichas azules.
- Fichas moradas: Aumentan la puntuación, dependiendo del estado del fiebrómetro. En cada turno, esta ficha cambia de lugar. Valen 50 veces más que las fichas azules.
- Fichas verdes: Solamente hay 2 de estas fichas en cada partida. Activan el poder del personaje, ya sea en el momento o en el próximo turno, dependiendo del personaje.

## Fiebrómetro
Indica la cantidad de fichas naranjas que ya se eliminaron. Además indica a partir de donde multiplican los puntos que consigues por turno por 2, 3, 5 y hasta por 10.
Al eliminar todas las fichas naranjas, el fiebrómetro del juego se llena, dando una fiebre extrema, donde dan puntos adicionales depende del hoyo de bonus en que caigas (hay 5 hoyos, y los bonus pueden ser de 10.000, 50.000 o 100.000 puntos en el modo aventura y 5.000, 10.000 o de 25.000 puntos en el modo duelo).  
También está la fiebre ultra extrema, que se da cuando eliminas todas las fichas de la partida (los hoyos de bonus son todos de 100.000 puntos).

## Bolatrón
Indica la cantidad de bolas que te quedan en la partida. Debajo del indicador de las bolas, se encuentra otro indicador, donde suma la cantidad de puntos acumulados por turno por cada jugador. 
Al llegar a 25.000 puntos en el bolatrón, obtienes una bola extra automáticamente. También si llegas a 75.000 o a 125.000 puntos, te dan bolas extras.

## Bolas extras
Hay varias formas de obtener bolas extras, como alcanzando los 25.000, 75.000 o 125.000 puntos en el bolatrón, haciendo que la bola entre en el cubo de bola extra (modo aventura), con el poder de Warren en bola extra, o ganando con el lanzamiento de moneda, si es que no has tocado ninguna ficha (modo aventura).

## Puntos de estilos
Algunos disparos de forma especial te dan puntajes extras de estilos, pero que no suman a tu bolatrón, sino directamente a tu puntuación total. Disparos que dan puntos de estilos pueden ser por ejemplo el tiro largo, ataque naranja, deslizamientos extremos, etc. 
Cuando algún disparo se da con varios estilos, aparece Jimmy Relámpago, diciendo por ejemplo ¡Radical! o ¡Impresionante!.

## Personajes
Al inicio del juego el único personaje que estará disponible es Bjorn. Cada personaje se puede desbloquear pasando los niveles del modo aventura. Cada personaje cuenta con diferentes poderes.
| Fase | Personaje         | Poder              | Acción del poder |
| ---- | ----------------- | ------------------ | --- |
| 1    | Bjorn             | Superguía          | Muestra hacia donde rebotará la bola. Dura 3 turnos. |
| 2    | Jimmy Relámpago   | Multibola          | Multiplica la bola lanzada en 2 bolas. |
| 3    | Kat Tut           | Pirámide           | Añade una pirámide al cubo de bola extra. Dura 5 turnos. |
| 4    | Splork            | Explosión espacial | Elimina las fichas a su alrededor como si fuera una explosión. |
| 5    | Claude            | Flipper            | Te permite golpear la bola por los costados como si fuera un juego de flipper. Dura 3 turnos.                                                                                         |
| 6    | Renfield          | Bola oscura        | Da bola extra en el mismo turno, pero a diferencia de la multibola, no es al instante.                                                                                                |
| 7    | Tula              | Flower Power       | Elimina el 20 % de las fichas naranjas que están a su alrededor. |
| 8    | Warren            | Gira de la suerte  | Muestra una ruleta girando donde hay posibilidades de obtener triplicación de puntos, bola extra o un poder especial, y en donde la ruleta se detenga, es la acción la que se cumple. |
| 9    | Lord Cinderbottom | Bola de fuego      | La bola de fuego atraviesa las fichas a donde vaya. |
| 10   | Maestro Hu        | Tiro Zen           | Mejora el tiro de la bola con la "meditación", tratando de coger la morada. |